# Luigi Servolini
Luigi Servolini (Livorno, 10 marzo 1906 – Livorno, 21 settembre 1981) è stato un incisore, critico d'arte, storico dell'arte, bibliotecario e traduttore italiano, uno dei grandi maestri dell'incisione.

## Biografia
Figlio del pittore Carlo Servolini, col fratello Alfredo, storico dell'arte nel settore della storia della stampa e delle arti grafiche, che fu tra l'altro direttore della Biblioteca Federiciana , condivise anche la collaborazione alla collana d'arte Rivelazioni Rivendicazioni delle Edizioni del Liocorno di Milano.
Laureato in Lettere all'Università di Pisa, si è diplomato all'Accademia delle Belle Arti di Carrara, perfezionandosi poi in Storia dell'arte medioevale e moderna all'Università degli Studi di Firenze. Da quel momento ha ricoperto vari ruoli all'interno del mondo accademico italiano. 
Nel 1935 si fa promotore della creazione di un Museo della Xilografia a Carpi, città natale del maestro Ugo da Carpi (Carpi 1480 ca - Roma 1532), invitando xilografi italiani a inviare opere, che oggi costituiscono un importante nucleo del Museo stesso, inaugurato nel 1937.

Ha fondato insieme a Carlo Carrà nel 1955, l'associazione degli Incisori d'Italia.
Le sue xilografie sono caratterizzate da un taglio classico e da ordine formale. Alcune sue opere sono “Beata Solitudo” del 1933, l'“Abbazia di San Mercuriale a Forlì” (1950), la litografia “Fremiti” (1955), “San Francesco e il lupo” (1964), “Magia del bosco” (1965), “Luigi Pirandello” (1967), “La maga Circe” (1967), “I due Cervi” (1975).
È stato presente in ben sei biennali di Venezia e sette quadriennali di Roma, ed ha al suo attivo più di trecentocinquanta mostre personali.
Imponente la sua produzione come critico d'arte, professione che svolse in contemporanea con quella di incisore.

## Musei stranieri che ospitano i lavori di Luigi Servolini
Secondo quanto riporta Luigi Scrivo nella monografia “Servolini”, edita dalle Edizioni Incisori associati di Milano (1976) le opere di Servolini sono esposte nei seguenti musei: 
- Rijksmuseum di Amsterdam,
- Galleria di arte contemporanea di Auckland,
- Museo Ernst
- Museo nazionale delle belle arti di Budapest,
- Museo nazionale delle belle arti di Buenos Aires,
- Museo delle belle arti di Cleveland,
- Museo dell'Ermitage di San Pietroburgo,
- la Galleria di arte moderna di Lima,
- Museo di arte moderna di Los Angeles,
- Museo d'arte moderna di Montreal,
- Museo Puschkin di Mosca,
- Metropolitan Museum of Art di New York,
- National museum di Norimberga,
- Museo delle arti decorative di Praga,
- Museo di arte contemporanea di Skopje,
- la galleria d'arte moderna di Port au Prince.

Sue incisioni si trovano anche nel gabinetto delle stampe di importanti musei come il British Museum e il Victoria and Albert Museum di Londra. 
In totale il numero dei musei in cui l'artista è stabilmente presente è di 70.

## Opere
- Le famiglie di pittori fanesi del Cinquecento Morganti Presciutti, Edizioni del Liocorno, Milano 1960